# Ridgeville (Carolina del Sud)
Ridgeville és una població dels Estats Units a l'estat de Carolina del Sud. Segons el cens del 2000 tenia 1.690 habitants.

## Demografia
Segons el cens del 2000, Ridgeville tenia 1.690 habitants, 214 habitatges i 156 famílies. La densitat de població era de 358,5 habitants/km².
Dels 214 habitatges en un 30,8% hi vivien nens de menys de 18 anys, en un 50,9% hi vivien parelles casades, en un 19,2% dones solteres, i en un 27,1% no eren unitats familiars. En el 25,7% dels habitatges hi vivien persones soles el 14,5% de les quals corresponia a persones de 65 anys o més que vivien soles. El nombre mitjà de persones vivint en cada habitatge era de 2,63 i el nombre mitjà de persones que vivien en cada família era de 3,19.
Per edats la població es repartia de la següent manera: un 8,4% tenia menys de 18 anys, un 11,5% entre 18 i 24, un 53,2% entre 25 i 44, un 20,7% de 45 a 60 i un 6,3% 65 anys o més.
L'edat mediana era de 36 anys. Per cada 100 dones de 18 o més anys hi havia 542,3 homes.
La renda mediana per habitatge era de 32.639 $ i la renda mediana per família de 42.188 $. Els homes tenien una renda mediana de 22.500 $ mentre que les dones 22.404 $. La renda per capita de la població era de 9.186 $. Entorn del 13,6% de les famílies i el 18,9% de la població estaven per davall del llindar de pobresa.

## Poblacions més properes
El següent diagrama mostra les poblacions més properes.